# 兰苏埃拉
兰苏埃拉，是西班牙阿拉贡自治区特鲁埃尔省的一个市镇。总面积14平方公里，总人口28人（2001年），人口密度2人/平方公里。